# Quatrième circonscription de la préfecture d'Ibaraki
La quatrième circonscription de la préfecture d'Ibaraki (茨城県第4区, Ibaraki-ken dai-yon-ku) est l'une des sept circonscriptions législatives que compte la préfecture d'Ibaraki au Japon.

## Description géographique
Entre 1994 et 2002, la quatrième circonscription de la préfecture d'Ibaraki comprenait les villes de Nakaminato (ja), Hitachiōta et Katsuta (ja) et les districts de Naka et Kuji.
Entre 2002 et 2013, elle était composée des villes de Hitachiōta et Hitachinaka et des deux mêmes districts.
Entre 2013 et 2022, elle réunissait les villes de Hitachiōta, Hitachinaka et Naka, une partie de la ville de Hitachiōmiya et le district de Kuji. 
Depuis 2022, elle comprend les mêmes unités administratives et la ville de Hitachiōmiya dans son entier,.

## Députés
| Législature | Début de mandat | Fin de mandat | Député élu            | Parti politique | Parti politique |
| ----------- | --------------- | ------------- | --------------------- | --------------- | --------------- |
| 41e         | 1996            | 2000          | Seiroku Kajiyama (ja) |                 | PLD             |
| 42e         | 2000            | 2003          | Hiroshi Kajiyama (ja) |                 | PLD             |
| 43e         | 2003            | 2005          | Hiroshi Kajiyama (ja) |                 | PLD             |
| 44e         | 2005            | 2009          | Hiroshi Kajiyama (ja) |                 | PLD             |
| 45e         | 2009            | 2012          | Hiroshi Kajiyama (ja) |                 | PLD             |
| 46e         | 2012            | 2014          | Hiroshi Kajiyama (ja) |                 | PLD             |
| 47e         | 2014            | 2017          | Hiroshi Kajiyama (ja) |                 | PLD             |
| 48e         | 2017            | 2021          | Hiroshi Kajiyama (ja) |                 | PLD             |
| 49e         | 2021            | 2024          | Hiroshi Kajiyama (ja) |                 | PLD             |
| 50e         | 2024            | -             | Hiroshi Kajiyama (ja) |                 | PLD             |